# Hans Mayer (ekonomista)
Hans Mayer (1879–1955) – ekonomista. Przedstawiciel szkoły austriackiej. Zagadnienia ekonomiczne rozumiał jako potrzebę wyboru spośród licznych celów, przy istniejących ograniczeniach zasobów. Dlatego produkcja jako taka nie jest zagadnieniem ekonomicznym, lecz technicznym, ponieważ ma tylko jeden cel: maksymalizację zysku przedsiębiorcy. Tak rozumiana ekonomia upodabnia się do prakseologii.

## Dzieła
- Nowe założenie teoretycznej ekonomii narodowej (1911)
- Poszukiwanie zasady gospodarczego rachunku wartości (1921-1922)
- Tworzenie wartości i ceny środków produkcji (1930)